# Rhopalodes
Rhopalodes là một chi bướm đêm thuộc họ Geometridae.

## Các loài
- Rhopalodes argentina
- Rhopalodes aurorata
- Rhopalodes castniata
- Rhopalodes concinna
- Rhopalodes derufata
- Rhopalodes ebriola
- Rhopalodes ligereza
- Rhopalodes lobophoraria
- Rhopalodes muscosaria
- Rhopalodes nigrifascia
- Rhopalodes otophora
- Rhopalodes parecida
- Rhopalodes patrata
- Rhopalodes perfusa
- Rhopalodes rosula
- Rhopalodes scriptaria
- Rhopalodes seminivea
- Rhopalodes subrufata
- Rhopalodes uniformis
- Rhopalodes variegata
- Rhopalodes vexillata